# Pieris (botanica)
Pieris D.Don, 1834 è un genere di arbusti sempreverdi della famiglia Ericaceae.

## Tassonomia
Le specie appartenenti a questo genere sono:
- Pieris amamioshimensis Setoguchi & Y.Maeda
- Pieris cubensis (Griseb.) Small
- Pieris floribunda (Pursh) Benth. & Hook.f.
- Pieris formosa (Wall.) D.Don
- Pieris japonica (Thunb.) D.Don ex G.Don
- Pieris koidzumiana Ohwi
- Pieris nana Makino
- Pieris phillyreifolia (Hook.) DC.
- Pieris swinhoei Hemsl.